# 가트너
가트너 주식회사(Gartner, Inc.)는 미국의 정보 기술 연구 및 자문 회사이다. 본사는 미국 코네티컷주 스탬퍼드에 위치해 있다. 2001년까지 가트너 그룹(The Gartner Group)으로 불렸다. 가트너의 고객은 정부기관 및 IT 기업, 투자 회사 등 다양하다. 1979년에 설립되어 5,700여 명의 종업원을 거느리고 있으며, 이 중 1,435명이 리서치 애널리스트 및 컨설턴트 인력이다. 세계 85개국에 12,400여 개의 고객을 두고 있다.
가트너는 시장 분석 결과의 시각화 도구로 하이프 사이클 및 매직 쿼드런트를 개발하여 사용하고 있다.

## 역사
가트너는 1979년 기디언 가트너(Gideon Gartner)에 의해 가트너 그룹이라는 이름으로 설립되었다. 본래 비공개 기업이었던 가트너 그룹은 1980년대에 공개 기업으로 전환되었다. 전환 직후 런던의 광고 회사인 사치 앤드 사치에 인수되었다가, 1990년대에 다시 베인 캐피탈(Bain Capital)과 던 앤드 브래드스트리트(Dun & Bradstreet)의 투자 하에 해당 투자사들의 경영진 일부에 의해 인수되었다. 2001년에는 사명이 가트너로 변경되었다.
회사가 성장하면서 가트너는 사업과 관련된 서비스를 제공하는 업체들을 인수했다. 여기에는 리얼 디시전(Real Decisions)과 가트너 데이터퀘스트(Gartner Dataquest)가 포함된다. 또한 가트너는 직접적인 사업 경쟁 회사들도 인수했는데, 1990년대 말에는 뉴사이언스(NewScience), 2005년에는 메타 그룹(Meta Group), 2010년 초에는 AMR 리서치 및 버튼 그룹(Burton Group)을 사들였다. 2017년에는 업계 경쟁사인 CEB를 인수 합병했다.
가트너의 최고경영자는 진 홀(Gene Hall)이며, 2004년 8월 취임 이래 계속 직책을 맡아 오고 있다. 2005년 워너 뮤직 그룹으로 자리를 옮긴 전임자 마이클 플레이셔(Michael Fleisher)의 후임자로 온 홀의 취임 이래 가트너는 매년 지속적인 성장을 보여 왔다.

## 사업 모델
가트너의 연 단위 계약을 통해 보고서와 자문 서비스를 판매하고 있다. 상품을 쓰는 고객의 성격에 따라 일선 IT조직이 활용하는 End-User 제품과 시장에 대한 전망을 발표하는 High Tech제품으로 구분된다. 고객은 가트너의 역량을 활용한다는 취지로 자문 서비스를 적극적으로 활용한다. 그곳에서 가치를 느끼곤 한다.
아울러 매년 개최하는 IT/Xpo Symposium 및 주제별 컨버런스를 통해서 가치를 창출한다. 특히 본사가 소재한 미국 올랜도에서 개최하는 연례행사에서는 10대 전략기술을 발표한다.
다만 고객이 제공된 정보는 가트너의 차기 보고서 발간 및 향후 미래 예측을 하는데 중요한 자료로 활용된다. 이는 권위를 활용한 사업 모델이라고 볼 수 있다.

## 비판
가트너는 PC의 출하량 및 스마트폰 시장 전망에 있어서 다소 틀린 정보를 제공한 부분이 있다. 다만 시장조사기관 특성상 틀린 정보만큼이나 맞는 정보가 많기 때문에 가트너의 정보 신뢰도 및 권위는 높은 편이다.

## 같이 보기
- 하이프 사이클
- 매직 쿼드런트